# غابات الأكاسيا والأركان الجافة المتوسطية
الغابات الجافة والنباتات العصارية من أكاسيا البحر الأبيض المتوسط - أرغانيا هي مناطق بيئية للغابات والأراضي الحرجية والشجيرات المتوسطية تعيش في شمال إفريقيا وتتواجد بشكل أساسي في المغرب ولكنها تشمل أيضًا شمال غرب الصحراء الغربية وجزر الكناري الشرقية.

## الجغرافيا
تبلغ مساحة هذه المنطقة البيئية 1,000,000 كـم2 (390,000 ميل2) في المغرب، وشمال غرب الصحراء الغربية، وجزر الكناري الشرقية ( لانزاروت، وفويرتيفنتورا، والجزر الصغيرة المرتبطة بها). على البر الرئيسي الأفريقي، يشمل السهل الساحلي الأطلسي، والأراضي المنخفضة في إقليم الحوز، ووديان نهر سوس ونهر درعة، والجزء الغربي من جبال الأطلس الكبير والأطلس الصغير.
يكون مناخها مثل مناخ البحر الأبيض المتوسط أو مناخ شبه جاف أو حتى مناخ جاف نظرًا لأن متوسط هطول الأمطار السنوي أقل من 500 مليمتر (20 بوصة) وينخفض إلى 50 مليمتر (2.0 بوصة) المناطق الأكثر جفافا في المنطقة البيئية. الشتاء معتدل وخالٍ من الصقيع والصيف بارد نسبيًا بسبب تأثير المحيط المعتدل. متوسط درجات الحرارة 18 إلى 20 °م (64 إلى 68 °ف) .
يحد المنطقة البيئية للغابات الجافة والنباتات العصارية من أكاسيا أرغانيا البحر الأبيض المتوسط من الشمال غابات وغابات البحر الأبيض المتوسط ، ومن الشرق سهوب وغابات شمال الصحراء الكبرى ، ومن الجنوب صحراء الساحل الأطلسي ، ومن الغرب المحيط الأطلسي .

## الحيوانات
الثدييات الموجودة في الجزء الرئيسي من المنطقة البيئية غرير العسل، والقط البري الأوروبي، والنمس المصري، وسنجاب الأرض البربري، وزبابة الفيل الأفريقية الشمالية، وجربوع هوجستراال، وفأر العشب المخطط البربري، والخنزير البري. تشمل الثدييات الأخرى النادرة الوشق الأفريقي، والقط البري الأفريقي ، وغزال دوركاس، وغزال كوفييه، والأغنام البربرية. الزبابة الكنارية ( Crocidura canariensis ) متوطنة في فويرتيفنتورا ولانزاروت والجزر الصغيرة المجاورة.

## المناطق المحمية
وجد تقييم أجري عام 2017 أن 17725 كيلومترًا مربعًا ، أو 18٪، من المنطقة البيئية تقع في مناطق محمية. تشمل المناطق المحمية في المغرب محمية أرغانري للمحيط الحيوي (23690 كم 2 ، المنتزه الوطني لسوس ماسة )، والمنتزه الوطني لخنيفيس (1668.16 كم 2 )، ومحمية الصيد بواد شبيكة (1329.78 كم 2 )، ومحمية الصيد رويسة طايسة بولفراج أوينسكور وواد درعة (3177.54 كم 2 ).
تشمل المناطق المحمية في جزر الكناري الشرقية منتزه تيمانفايا الوطني (51.81 كم 2 )، ومنتزه أرخبيل تشينيجو الطبيعي (460.16 كم 2 )، ومنتزه لوس فولكانيس الطبيعي (99.95 كم 2 ) في لانزاروت، ومنتزه جانديا الطبيعي (149.83 كم 2 ) ومنتزه كوراليجو الطبيعي (26.89 كم 2 ) في فويرتيفنتورا.